# Литин (Волынская область)
Литин (укр. Літин) — село в Турийской поселковой общине Ковельского района Волынской области Украины.
До 2020 года входило в Турийский район.
Код КОАТУУ — 0725587603. Население по переписи 2001 года составляет 316 человек. Почтовый индекс — 44852. Телефонный код — 3363. Занимает площадь 2,58 км².